# Poggio Nativo, Lazio
Poggio Nativo är en stad och kommun i provinsen Rieti i den italienska regionen Lazio. Staden grundades på 900-talet med namnet Podium Donadei. Bland stadens sevärdheter återfinns kyrkan San Paolo, som har rester av cosmatarbeten.

## Frazioni
Poggio Nativo består av en frazione: Osteria Nuova.
I Osteria Nuova finns Grotta dei Massacci, en gigantisk gravanläggning från 100-talet e.Kr.